# Xian autonome mongol de Subei
Cette page contient des caractères spéciaux ou non latins. S’ils s’affichent mal (▯, ?, etc.), consultez la page d’aide Unicode.
Le xian autonome mongol de Subei (肃北蒙古族自治县 ; pinyin : Sùběi měnggǔzú Zìzhìxiàn, mongol : ᠰᠤᠪᠧᠢ ᠶ᠋ᠢᠨ ᠮᠣᠩᠭᠣᠯ ᠥᠪᠡᠷᠲᠡᠭᠡᠨ ᠵᠠᠰᠠᠬᠤ ᠰᠢᠶᠠᠨ Subei-yin mongγol öbertegen jasaqu siyan)  est un district administratif de la province du Gansu en Chine. Il est placé sous la juridiction de la ville-préfecture de Jiuquan.

## Démographie
La population du district était de 11 165 habitants en 1999. Les Mongols vivant dans le district parlent un dialecte oïrate.